# Jack Beresford
Jack Beresford (født 1. januar 1899, død 3. december 1977) var en britisk roer og femdobbelt OL-medaljevinder, heriblandt tredobbelt olympisk guldvinder.

## Sportskarriere
Jack Beresford, nogle gange kaldet Jack Beresford, Jr. (selv om der ikke var en Sr.), var søn af Julius Beresford, der deltog som roer i OL 1912 i Stockholm. Jack Beresford viste snart talent for sporten og gjorde det godt i otteren (samt i rugby) for Bedford School. Som seniorroer stillede han op for Thames Rowing Club og vandt her i Henley i 1920.

### OL-deltagelser
Beresford deltog første gang ved OL i 1920 i Antwerpen, hvor han roede singlesculler og var en af favoritterne. Han vandt sit indledende heat og sin semifinale, inden han i finalen mødte en anden favorit, amerikaneren Jack Kelly, Sr.. Finalen skuffede ikke; Beresford lagde sig i spidsen fra begyndelsen, men med få hundrede meter tilbage indhentede Kelly ham og vandt med ét sekunds forspring, så Beresford fik sølv, mens newzealænderen Darcy Hadfield som bedste tabende semifinalist fik bronze.
Fire år senere var Beresford igen favorit ved legene i Paris. Han blev dog noget overraskende besejret i indledende heat af amerikaneren Garrett Gilmore, men heldigt for Beresford var der ved dette OL netop indført opsamlingsheat, og her vandt han klart. I finalen fik han revanche mod Gilmore, som han allerede ved 1000 m mærket var klart foran. Beresford vandt med næsten fem sekunders forspring sit første OL-guld foran Gilmore, der fik sølv, mens schweiziske Josef Schneider fik bronze.
Ved OL 1928 i Amsterdam stillede Beresford op i den britiske otter, der derudover bestod af Guy Oliver Nickalls, Felix Badcock, Jamie Hamilton, Harold Lane, Gordon Killick, Donald Gollan, Harold West og styrmand Arthur Sulley. Briterne sejrede i de første tre runder, mens de var oversiddere i semifinalen. I finalen mødte de de forsvarende mestre fra OL 1924 og 1920, USA, der med sejrede mere end to sekunders forspring, så briterne fik sølv, mens den tabende semifinalist, Canada, fik bronze.
Ved OL 1932 i Los Angeles sad han med i fireren uden styrmand sammen med Felix Badcock, Rowland George og Hugh Edwards, og denne besætning vandt sit indledende heat sikkert, inden de ligeledes vandt finalen klart foran Tyskland, der fik sølv, og Italien med bronze.
Hans sidste OL-deltagelse blev OL 1936 i Berlin, hvor han deltog i dobbeltsculler sammen med Dick Southwood. Duoen blev nummer to i indledende heat efter tyskerne Willi Kaidel og Joachim Pirsch, men vandt derpå deres semifinale. I finalen fulgte de to briter med tyskerne de første to tredjedele af løbet, hvorpå de trak fra og sikrede sig guldet, mens Kaidel og Pirsch fik sølv og polakkerne Roger Verey og Jerzy Ustupski blev nummer tre.
Beresford lå i træning til OL 1940, da anden verdenskrig kom i vejen for afholdelsen og en sjette OL-deltagelse for ham. Han var den første roer, der deltog i fem OL-turneringer, hvilket først blev udlignet af sovjetiske Jurij Lorentsson i 1976 og først overgået af tjekkiske Jiří Pták med seks OL-deltagelser i 1992.
I 2021 blev Steve Redgrave den anden brite roer, der vandt medaljer ved fem olympiske lege i træk.
For sin indsats modtog Beresford i 1949 det olympisk fortjenstdiplom.

### Øvrige rokarriere
Ud over sejren i Henley i 1920 opnåede Beresford yderligere tre sejre i singlesculler i den såkaldte Diamond Challenge Sculls samt syv sejre i træk (1920-1926) i Wingfiels Sculls, to gange Grand Challenge Cup for ottere, to gange Stewards' Challenge Cup for firere uden styrmand samt to gange Silver Goblets for toere uden styrmand.

## Senere karriere
Ved OL 1952 fungerede Beresford som træner for det britiske rohold, og i 1960 blev han udnævnt til Commander of the British Empire (CBE).
Hans nevø, Michael Beresford, deltog ved OL 1960 i firer uden styrmand og sikrede dermed Beresford-familien en position som den første britiske familie, der havde tre generationer med ved OL.

## OL-medaljer
- 1924:  Guld i singlesculler
- 1932:  Guld i firer uden styrmand
- 1936:  Guld i dobbeltsculler
- 1920:  Sølv i singlesculler
- 1928:  Sølv i otter